# レーシング・ルイビルFC
レーシング・ルイビルFC (英語 :  Racing Louisville FC) は、アメリカ合衆国・ケンタッキー州ルイビルを本拠地とするプロフェッショナルの女子サッカークラブである。
ナショナル・ウィメンズ・サッカーリーグ（NWSL）所属。2021年からリーグ参加。USLチャンピオンシップ所属のルイビル・シティFCを所有するサッカー・ホールディング社（Soccer Holdings LLC）が所有している。

## 歴史
2018年、ナショナル・ウィメンズ・サッカーリーグ（NWSL）の拡張検討の中で、ルイビルが候補地となっていた。サッカー専用球場のリン・ファミリー・スタジアムが建設開始し、ルイビル・シティFCとの議論が開始された。2019年10月22日に公式にルイビルにチームが出来ることが発表となった。
2020年7月にチーム名「レーシング・ルイビルFC」が発表となった。ルイビルのチャーチルダウンズ競馬場がケンタッキーダービーの競馬（ホース・レーシング）の開催地になることからあだ名として呼ばれていたことから「レーシング」の名が付けられた。
2021年5月にホームでの開幕戦を実施した。

## 選手

### 在籍歴のある選手
- 永里優季 2021
- 黒崎優香 2024-